# Keiji Hirose
Pour les articles homonymes, voir Hirose.
Pas d'image ? Cliquez ici

a Compétitions nationales et continentales officielles uniquement.

b Matchs officiels uniquement.
Dernière mise à jour le 8 juillet 2022.
Keiji Hirose (廣瀬 佳司, Hirose Keiji), né le 16 avril 1973 à Osaka (Japon), est un joueur puis entraîneur de rugby à XV international japonais évoluant au poste de demi d'ouverture. Il a évolué avec le club de Toyota Verblitz en Top League pendant toute sa carrière professionnelle, avant de l'entraîner entre 2012 et 2015. Il mesure 1,70 m pour 74 kg.

## Carrière

### En club
Keiji Hirose a commencé par évoluer en championnat japonais universitaire avec son club de l'Université Kyoto Sangyo entre 1992 et 1996. Il remporte la ligue Kansaï en 1994 avec ce club.
Il rejoint en 1996 le club des Toyota Verblitz situé à Toyota (Aichi) avec qui il évolue en tournoi national des sociétés entre 1996 et 2003, puis en Top League entre 2003 et 2008. Lors de ses douze années passées au club, il remporte le tournoi national des sociétés en 1999, la ligue Kansaï A en 1998, 1999 et 2000, ainsi que la Top Ligue Ouest A en 2003.
Il arrête sa carrière en 2008 et devient manager général de son club de toujours, les Toyota Verblitz, en 2012. Il quitte son poste en 2015.
Il est ensuite ambassadeur pour la Coupe du monde 2019 disputée au Japon.
En 2021, il est nommé entraîneur de l'équipe universitaire de Kyoto Sangyo.

### En équipe nationale
Keiji Hirose obtient sa première cape internationale avec l'équipe du Japon le 29 octobre 1994 à l’occasion d’un match contre l'équipe de Corée du Sud à Kuala Lumpur.
Avec les Brave Blossoms, il participe à trois coupes du monde en 1995, 1999 et 2003,.
Il est le deuxième meilleur réalisateur de l'histoire de l'équipe du Japon avec 422 points inscrits, derrière Ayumu Goromaru (708 points) qui l'a dépassé le 17 mai 2014.

## Palmarès

### En club
- Vainqueur du tournoi national des sociétés en 1999
- Finaliste du tournoi national des sociétés en 2001

- Vainqueur de la ligue Kansaï A en 1998, 1999 et 2000

- Vainqueur de la Top Ligue Ouest A en 2003

- Finaliste du All Japan Championship en 1998, 2000, 2005 et 2007

### En équipe nationale
- 40 sélections entre 1994 et 2005.
- 422 points (5 essais, 79 pénalités, 77 transformations et 2 drops).
- Participations aux Coupes du monde en 1995 (1 match), 1999 (3 matchs) et 2003 (1 match)[7].